# Mini-Patissier
 (octobre 2021).
Si vous disposez d'ouvrages ou d'articles de référence ou si vous connaissez des sites web de qualité traitant du thème abordé ici, merci de compléter l'article en donnant les références utiles à sa vérifiabilité et en les liant à la section « Notes et références ».
 (octobre 2021).
Mini-Patissier ou Minipati (ミニパティ) est un groupe de musique japonais, composé de trois jeunes idoles, ayant fait leurs débuts fin 2009. Il est respectivement le troisième sous-groupe après BABYMETAL et Twinklestars, de son groupe dérivé Sakura Gakuin dont les membres en font partie en parallèle. Le groupe fait partie d'un des clubs d’activité périscolaire de Sakura Gakuin qui est le Cooking Club, sur le thème de la cuisine.

## Histoire
Le groupe se forme fin 2009 avec les membres de la 1re génération du groupe dont Marina Horiuchi, Raura Iida et Nene Sugisaki mais commence réellement ses débuts en 2010 après la formation des deux sous-groupes Twinklestars et BABYMETAL. Le trio apparaît pour la première fois sur le premier album de Sakura Gakuin publié en 2011, Sakura Gakuin 2010nendo ~message~, avec la chanson Happy Birthday. Chaque membre est associé à une couleur (jaune, vert et rose).
En juillet 2011, les membres du groupe sont rapidement remplacés par d'autres et plus jeunes membres de Sakura Gakuin, Yui Mizuno, Moa Kikuchi (membres de la 2e génération et notamment membres de BABYMETAL) et Hana Taguchi (membre de la 3e génération). Les nouveaux membres adopteront notamment les couleurs des précédents membres de Minipati.
Après cette nouvelle formation, le groupe continue à enregistrer d'autres chansons pour les albums de Sakura Gakuin et bien plus tard pour les singles du groupe.
Lors des concerts donnés par le groupe, le trio peut faire quelques petites apparitions en solo pour chanter leurs propres chansons en public. Les membres peuvent apparaître avec des tabliers portés en cuisine.
En janvier 2015, le départ des trois membres est annoncé pour mars suivant. Minipati enregistre une dernière chanson avec ses membres sur le cinquième album de Sakura Gakuin 2014-nendo ~Kimi ni Todoke~ qui le 25 mars 2015. La cérémonie de la remise des diplômes a officiellement lieu, avec un autre membre de Sakura Gakuin Yunano Notsu (celle-ci n'ayant jamais fait partie de Minipati), le 29 mars suivant.
Le 6 mai 2015, le groupe accueille de nouveaux membres, Aiko Yamaide ainsi que les nouvelles recrues de Sakura Gakuin, Momoko Okazaki et Marin Hidaka.
Le groupe est devenu inactif depuis 2017 où les derniers membres ont reçu leur diplôme. 

## Membres

### Anciens membres
1re génération (2009-2011)
- Raura Iida (rose)
- Marina Horiuchi (jaune)
- Nene Sugisaki (vert)

2e génération (2011-2015)
- Hana Taguchi (rose)
- Yui Mizuno (jaune)
- Moa Kikuchi (vert)

3e génération (2015-2017)
- Aiko Yamaide (rose)
- Momoko Okazaki (jaune)
- Marin Hidaka (vert)

## Chansons
| Année | Titre                                                                     | De l'album/single                             | Interprétée par                              |
| ----- | ------------------------------------------------------------------------- | --------------------------------------------- | -------------------------------------------- |
| 2011  | Happy Birthday (ハッピーバースデー)                                       | Sakura Gakuin 2010-nendo ~message~            | Marina Horiuchi, Raura Iida et Nene Sugisaki |
| 2011  | Princess☆a la mode (プリンセス☆アラモード)                                | Sakura Gakuin 2010-nendo ~message~            | Marina Horiuchi, Raura Iida et Nene Sugisaki |
| 2012  | Yokubari Fille (よくばりフィーユ)                                         | Sakura Gakuin 2011-nendo ~FRIENDS~            | Yui Mizuno, Moa Kikuchi et Hana Taguchi      |
| 2013  | Miracle♪Pattyful♪Hamburguer (ミラクル♪パティフル♪ハンバーガー)            | Sakura Gakuin 2012-nendo ~My Generation~      | Yui Mizuno, Moa Kikuchi et Hana Taguchi      |
| 2013  | Pumkin Parade                                                             | Ganbare!!                                     | Yui Mizuno, Moa Kikuchi et Hana Taguchi      |
| 2013  | Acha! Cha! Kare (あちゃ！ちゃ！カリー)                                    | Ganbare!!                                     | Yui Mizuno, Moa Kikuchi et Hana Taguchi      |
| 2014  | Shi Yanarihan Nari Dorayaki Musume (しゃなりはんなりどら焼き娘)           | Sakura Gakuin 2013-nendo ~Kizuna~             | Yui Mizuno, Moa Kikuchi et Hana Taguchi      |
| 2015  | HIRARI! KIRA KIRA☆YAMI YAMI MUSEUM (ヒラリ!キラキラ☆ヤミヤミミュージアム) | Sakura Gakuin 2014-nendo ~Kimi ni Todoke~     | Yui Mizuno, Moa Kikuchi et Hana Taguchi      |
| 2016  | Japakara Goo Goo ♡ Omelet (ジャカパラ Goo Goo ♡ オムライス)               | Sakura Gakuin 2015-nendo ~Kirameki no Kakera~ | Aiko Yamaide, Momoko Okazaki et Marin Hidaka |
| 2017  | Davada♪Salad de C'est bon☆Avenue (ダバダ♪サラダ de セボン☆アベニュー)     | Sakura Gakuin 2016-nendo ~Yakusoku~           | Aiko Yamaide, Momoko Okazaki et Marin Hidaka |